# Amorcillo danzante (Donatello)

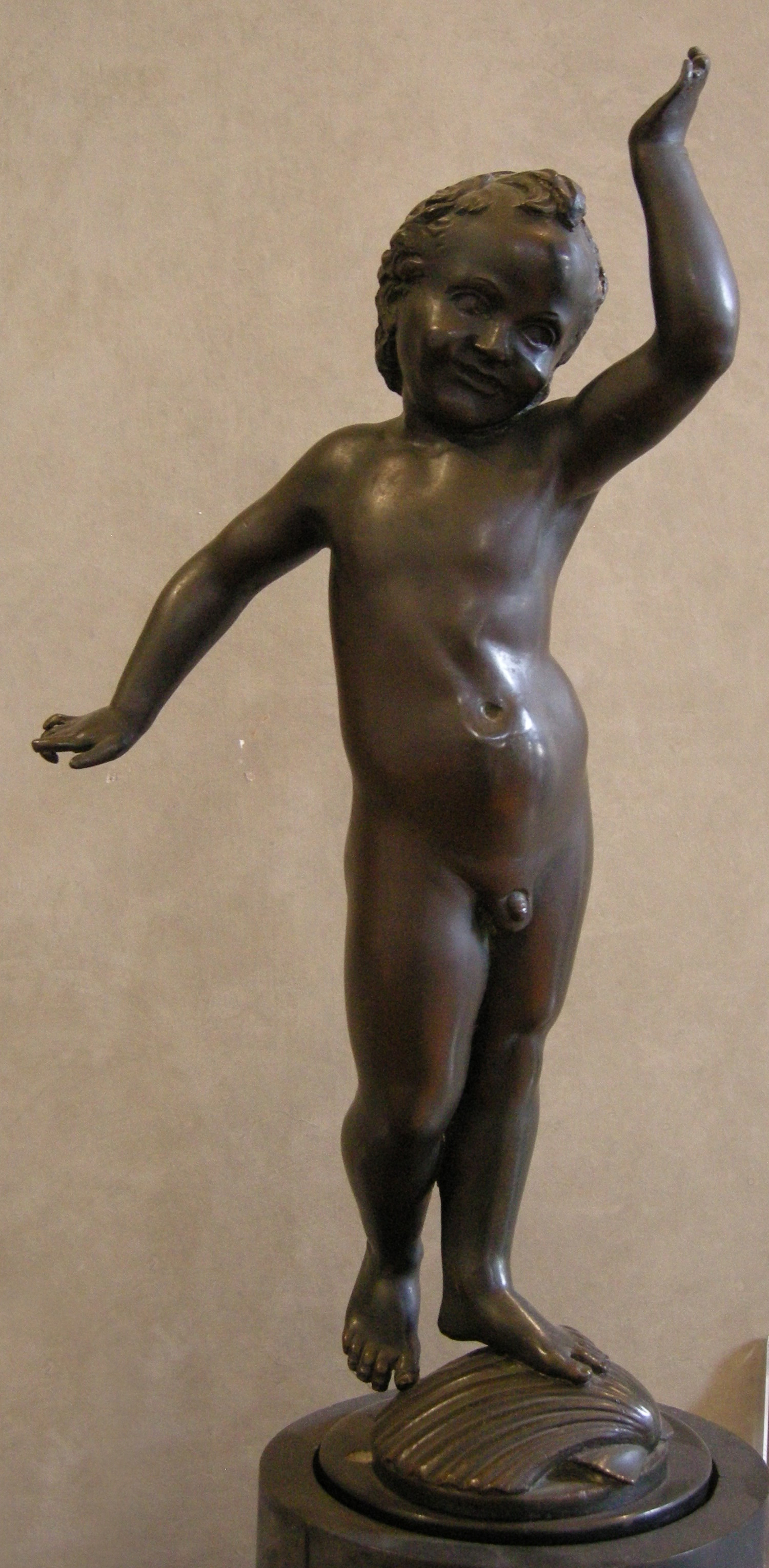
Amorcillo danzante por Donatello.

El Amorcillo danzante es una escultura en bronce atribuido a Donatello y conservado en el Museo del Bargello de Florencia. Tiene una medida de 37,80 cm de altura y está datado entre los años de 1423 y 1427, en un período en el que el artista trabajó en Siena.

## Historia
La historia de esta escultura ha sido cambiada por Francesco Caglioti (2004). Según él, el trabajo era parte de una prueba, descartada, de una serie de cuatro querubines para la pila bautismal de Siena, como demuestra su afinidad con uno de los ejemplares para dicho trabajo. Aparte de algunas diferencias en la forma básica, la escultura se puede poner en relación directa con los otros seis putti de la fuente bautismal, tres de giovanni di Turino, el danzante, el jugador con la pelota y otro perdido, y tres de Donatello, dos de los cuales siguen en el lugar, el danzante y el tocador de trompeta. El tercer amorcillo de Donatello es probablemente un tocador de la pandereta, hoy en Berlín. Seguramente, el Amorcillo danzante, se mantuvo mucho tiempo en el taller del maestro, hasta, que quizás a través de Bertoldo di Giovanni, llegó a las colecciones de los Médici, donde se registró documentalmente, pasando después a los grandes duques y finalmente al Estado.

## Descripción
El Amorcillo danzante está resuelto con un movimiento suelto y un plumaje de las alas similar a otros realizados por el escultor, con una carne blanda y movimiento típico de los otros querubines donatelianos. La peana realizada en forma de concha de peregrino es afín a los otros amorcillos de la pila bautismal. La falta de acabado en la cabeza hace pensar en la situación de abandono de proyecto de la obra.